# Gwernyfed
Gwernyfed est une communauté du Powys, au pays de Galles.

## Géographie
Gwernyfed est située dans le sud-est du Powys, dans le comté historique du Brecknockshire, à 8 km au sud-ouest de la ville de Hay-on-Wye.
La communauté comprend les villages et hameaux de Three Cocks / Aberllynfi (en), Felindre, Tre-goed et Pont Ithelet.

## Démographie
Au recensement de 2011, la communauté de Gwernyfed comptait 1 049 habitants.